# غالواي (مقاطعة)
مقاطعة غالواي هي إحدى مقاطعات أيرلندا الستة والعشرين.

## أعلام
- مارتن مكنمارا
- ماري موريس
- فرد دبليو. ارتشر
- شون كيني
- إدوارد مارتين

## روابط إضافية
- Galway County Council
- Tourist information website
- Map of Galway
- *FLIRT FM* Galways Student Radio Station NUIG/GMIT
- Galway GAA
- Extensive list of places in County Galway.